# Die Ringe des Saturn (Sebald)
Die Ringe des Saturn. Eine englische Wallfahrt ist ein Prosawerk des deutsch-britischen Autors W. G. Sebald aus dem Jahr 1995. Thema ist eine 6-tägige Fußwanderung im August 1992 durch einen Landstrich an der Ostküste Englands, der auf verschiedene Weise mit historischen Ereignissen und biografischen Entwicklungen nicht nur in England verbunden ist. Ein Jahr nach der Reise beginnt der Ich-Erzähler, seine Notizen zu vervollständigen und die vor und nach der Reise durchgeführten Recherchen zusammenzuführen. So entsteht ein Reisebericht, der zwar auch touristische, vor allem aber historische und biografische Zusammenhänge verfolgt, die die Marschlandschaft von Suffolk mit „Kalamitäten“ der Weltgeschichte auf fast allen Kontinenten der Erde verknüpfen.
Die Ringe des Saturn verbinden das Sichtbare mit dem nahezu Unsichtbaren, mit den verdrängten, vergessenen und unter der Last der Gegenwart versunkenen Zusammenhängen. Dieses Werk zählt mit Sebalds ein ähnliches Anliegen verfolgendem Roman Austerlitz zu den Hauptwerken des 2001 verstorbenen Autors. In ihnen seien die literarische Figur der Reise und die mit ihr verbundenen Nachforschungen das „generative Prinzip“ geworden.

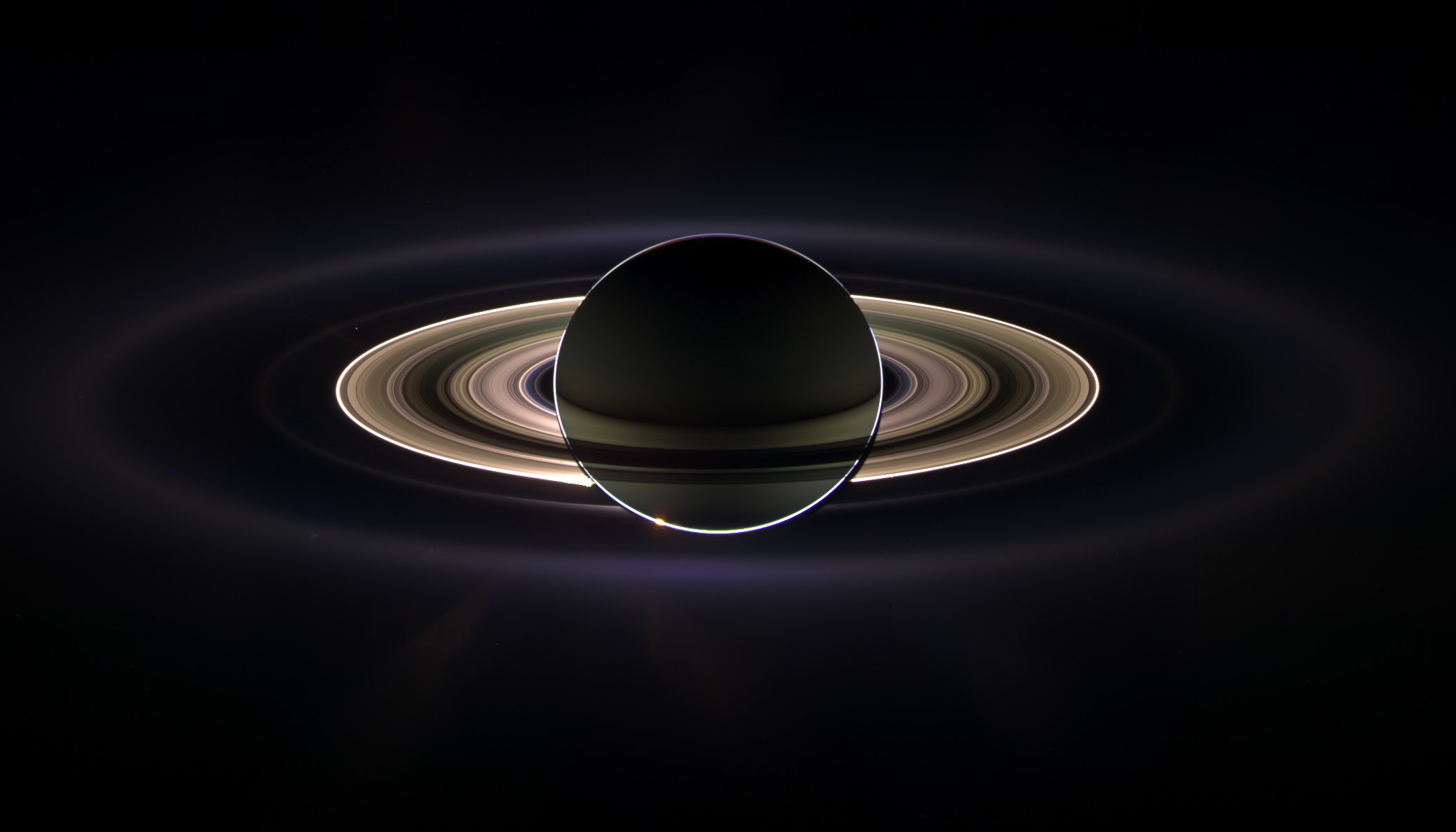
Saturn und seine Ringe gegen die Sonne aufgenommen (Cassini, 2006).

## Titel

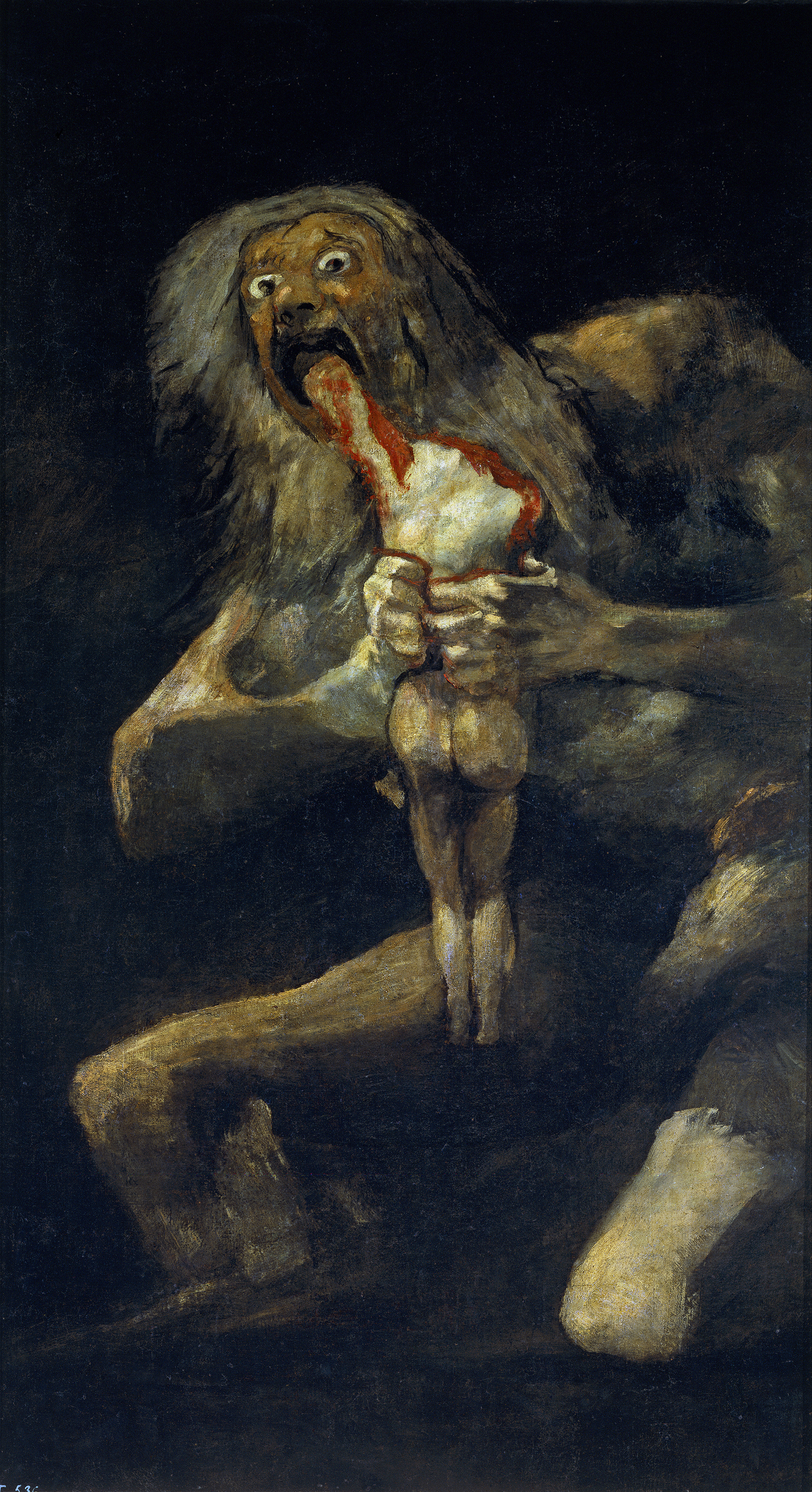
Francisco de Goya, Saturn verschlingt einen seiner Söhne (1819–1823)

Die auf den ersten Blick rätselhaften Angaben im Titel (Ringe des Saturn...Wallfahrt) lassen sich durch mehrere Texthinweise deuten. Zunächst erläutert ein vorangestelltes Brockhaus-Zitat die astronomischen Ringe des Saturn als Bruchstücke eines früheren und inzwischen zerstörten Mondes, wie auch kleinere Sternbilder im Laufe der Zeit von anderen weitgehend absorbiert worden seien – das Phänomen der Ringe ist als Nachricht einer vollendeten Katastrophe zu lesen.
An anderer Stelle assoziiert der Erzähler eines Abends zu den über den Horizont vordringenden Nachtschatten „einen endlosen Kirchhof für eine fallsüchtige Menschheit“, hingestreckt „von der Sense Saturns“, dem Menschen verschlingenden römischen Gott des Ackerbaus, der für den Erzähler den zum Monstrum mutierten Menschen, einen Protagonisten der permanenten Zerstörung, personifiziert. Durch Flucht, eine der „Grundbewegungen des menschlichen Lebens“, sei diesem Monster nur zeitweilig zu entkommen, das mit seinen vielgestaltigen Formen das Zerstörungswerk wie auf einer vorgezeichneten Schicksalsbahn fortsetzt.

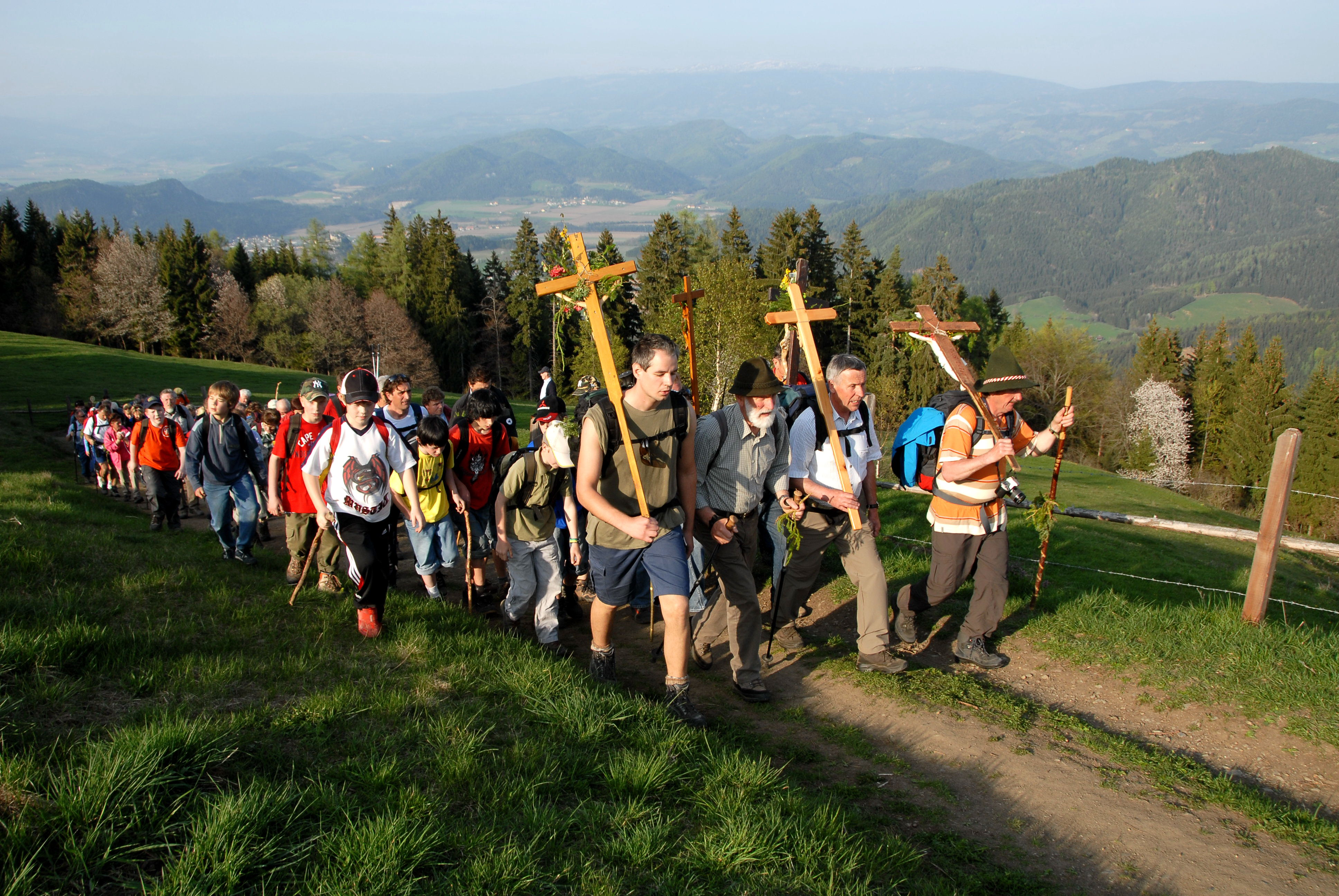
Vierberge-Lauf in Kärnten-Österreich

Wallfahrten bieten dem Pilger in der Regel keine Überraschung des Ziels, sondern eine Festigung seines Glaubens. Der Überzeugung des Erzählers nach ist „die ganze Menschheitszivilisation“ ein „von Stunde zu Stunde intensiver werdende(s) Glosen“, das sich immer wieder in Katastrophen entlädt. Diese Weltsicht bestätigt der Erzähler durch seine Reisebeobachtungen und die Darstellung der mit Suffolk verbundenen Leidenslinien – er findet, was er sucht. Die Metapher der Wallfahrt bezeichnet, vielleicht mit einer Spur Selbstironie, dieses Konzept einer self-fulfilling prophecy.

## Themen
Wie von einem Reisebericht zu erwarten, werden die Landschaft, Städte und Dörfer, Herrenhäuser und ihre Gartenanlagen beschrieben. Aber der Erzähler verlässt das Schema eines Reiseberichts und durch diesen Wechsel des Schwerpunkts offenbart er sein eigentliches narratives Ziel: Ein schon größerer Raum als der Wanderung wird Themen wie dem Heringsfang in der Nordsee oder der Geschichte der Seidenproduktion in China, Frankreich und Deutschland gegeben. Und noch weit darüber hinausgehend werden auch Träume und Halluzinationen sowie Familienschicksale und Einzelbiografien beschrieben – die beiden letzten Themen sogar auf zusammen mehr als einem Drittel des Textes. Biografisch vertieft werden so z. B. die Lebensgeschichten von Thomas Browne, dem 1682 in Norwich verstorbenen Arzt und Philosophen, und die des 1916 hingerichteten Diplomaten und irischen Freiheitskämpfers Roger Casement. Diese Ausführungen werden ergänzt durch biografische Skizzen der Schriftsteller Michael Hamburger, Joseph Conrad, Algernon Swinburne, Edward Fitz-Gerald und François-René de Chateaubriand. Michael Hamburger schrieb seinem Freund Sebald, er habe „eine sehr befriedigenden Form der essayistischen Semi Fiction gefunden, die sowohl der Beobachtung als auch der Fantasie Raum gibt. (…) die schönste Zusammenfassung von Max´ [Sebalds Rufname unter Freunden] Methode, die je jemandem gelang, ihn selbst eingeschlossen.“

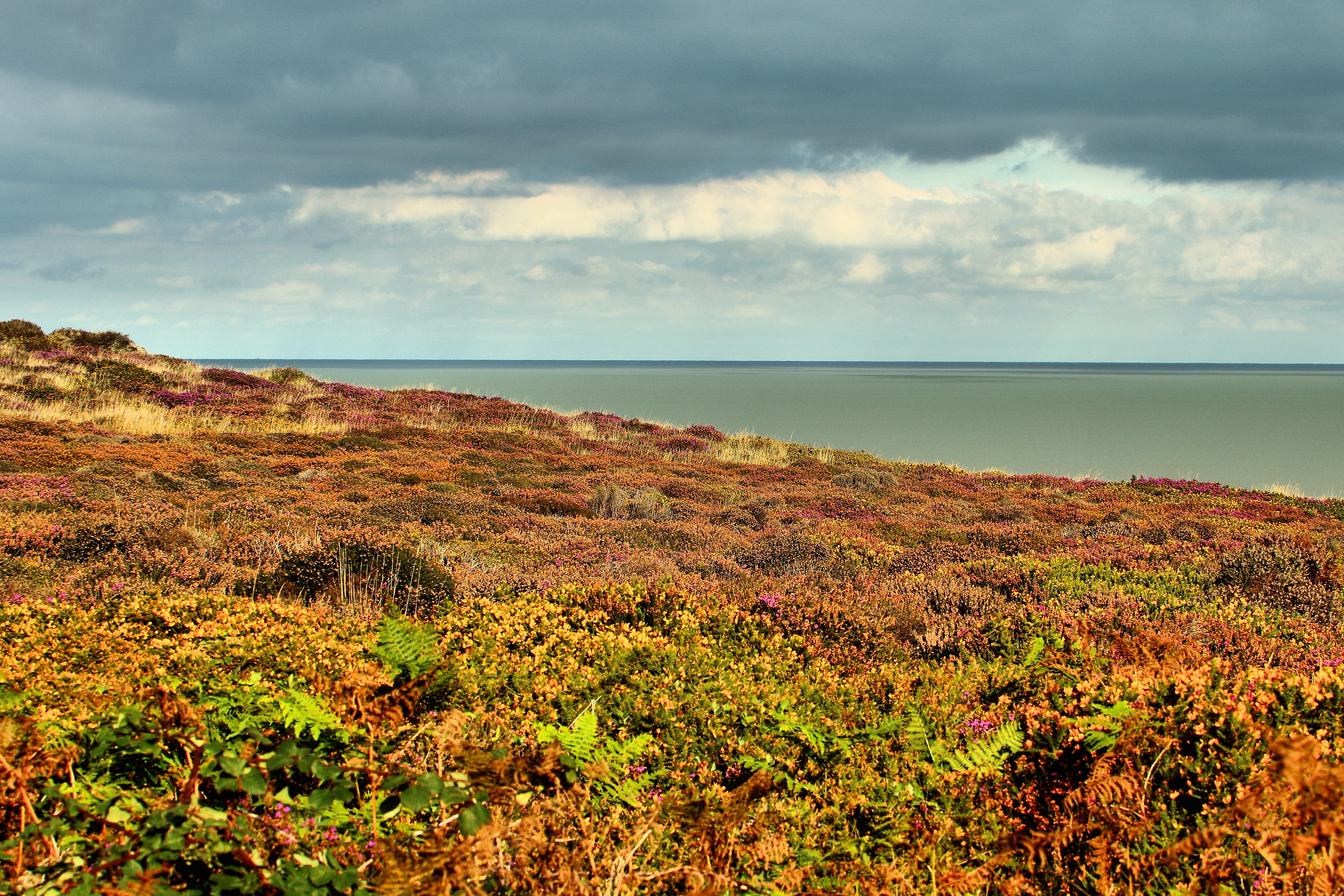
Küstenlandschaft: Heide von Dunwich

Der große Umfang der nicht- bzw. anti-touristischen Ausführungen reduziert die Wanderung des Ich-Erzählers zu einem Anlass oder einer bloßen Anregung, diesen im ostenglischen Suffolk sich kreuzenden Verbindungen nach Polen und Russland, in den Kongo und nach China, nach Süd- und Nordamerika, nach Indien, Irland, Griechenland und in den Balkan nachzugehen. Die Einbettung der Landschaftsbeschreibung in den Raum der Erinnerung und Imagination unterstreicht den fiktiven Charakter dieses Reiseberichts; der Ich-Erzähler selbst erwähnt, Orte seiner Wanderung schon mehrfach aufgesucht zu haben, sodass die Wegepunkte der Wanderung aus vorhergehenden Besuchen hier auch passend eingefügt worden sein könnten.

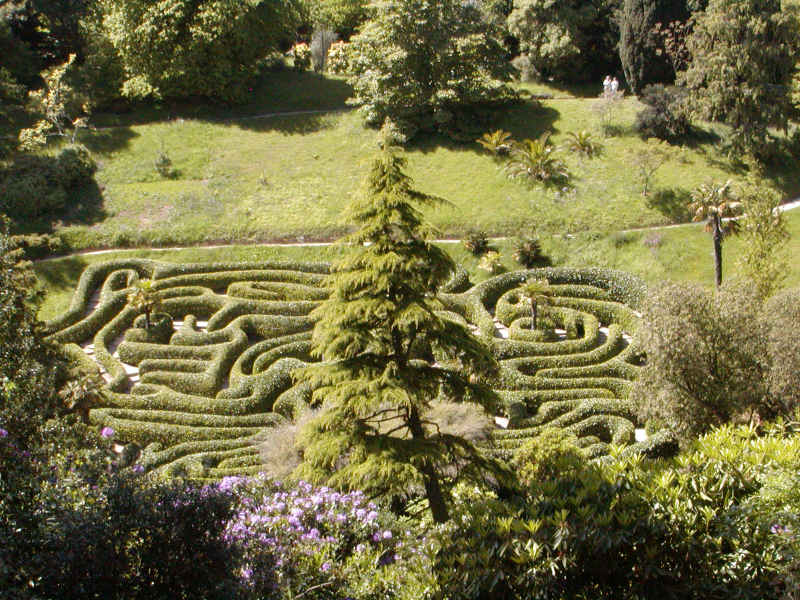
Glendurgan bei Falmouth, Cornwall

Die Erzählung bewältigt die Fülle der Orte und Ereignisse durch eine strenge Ökonomie der Ausführlichkeit, die die zehn Teile in einem ungefähren Gleichgewicht hält, eine in die Tiefe konstruierte, mehrstufige Verschachtelung der Haupt- und Nebenthemen und einen oft hochgradig komplexen Satzbau. Der Weg des Lesers von den äußeren zu den inneren Bausteinen entlang der mäandernden Erzählung wird damit zur allegorischen Praxis einer privaten Archäologie, die Darstellung der Wanderung als Überwindung von Sackgassen und als ein schrittweises Entdecken zur Mimesis der Forschung. Diese wird in jenen Momenten auch bildhaft verdichtet, in denen der Ich-Erzähler stellvertretend für den Leser sich mehrfach mühsam aus Labyrinthen befreit, diesen das Leben durchdringenden Institutionen zur Verwirrung aller Erkenntnis.

## Textur der Motive
Der erste und der letzte der zehn Abschnitte geben den Grundton der Erzählung wieder, nämlich sowohl eine vermeintliche Freiheit der Bewegung während der Wanderung als auch ein Grauen über die selbst mit dieser entlegenen Gegend verbundenen Akte der Zerstörung. Den Bogen der Unheilsbekräftigung schlägt der Erzähler von der Erwähnung der Untersuchungen über Beisetzungsrituale im ersten Abschnitt bis zur Beschreibung von schwarzer Trauerkleidung aus einer Norwicher Seidenweberei auf der letzten Seite des Textes. „Sein Buch war ein Toten- und Trauerbuch, sein zentrales Thema die Trauer über den Niedergang von Natur und Geschichte.“
In der Konstruktion der negativen Welt werden die Schatten zu Leitmetaphern, die immer wieder ein Absinken, Verfallen, Verenden und Zerstören ankündigen: „Sicher ist nur, dass die Nacht weitaus länger währt als der Tag“, zitiert der Erzähler aus einer Schrift von Thomas Browne. Die Dunkelheit zieht sich sowohl über die mehrfach als die einzigen positiven Schöpfungen beschriebenen Gärten als auch über die Biotope der Heringe der Nordsee und der Seidenraupen, die immerhin mit der Fähigkeit zum Gestaltwandel und damit zur Neuschöpfung begabt sind, sowie der Ulmen, Eschen und Buchen, die alle ihrer Vernichtung entgegensehen.
Eine Wahlverwandtschaft nicht nur in Bezug auf seine Methoden erkennt er bei dem Arzt und Philosophen Thomas Browne aus dem 17. Jh., aber auch bei seinem Kollegen Michael Hamburger und beim früheren Dorfschullehrer Alec Garrard, der bei seinem Modellnachbau des Jerusalemer Tempels ähnliche Zweifel am Sinn und an der Machbarkeit seines Vorhabens spürt wie der Ich-Erzähler.

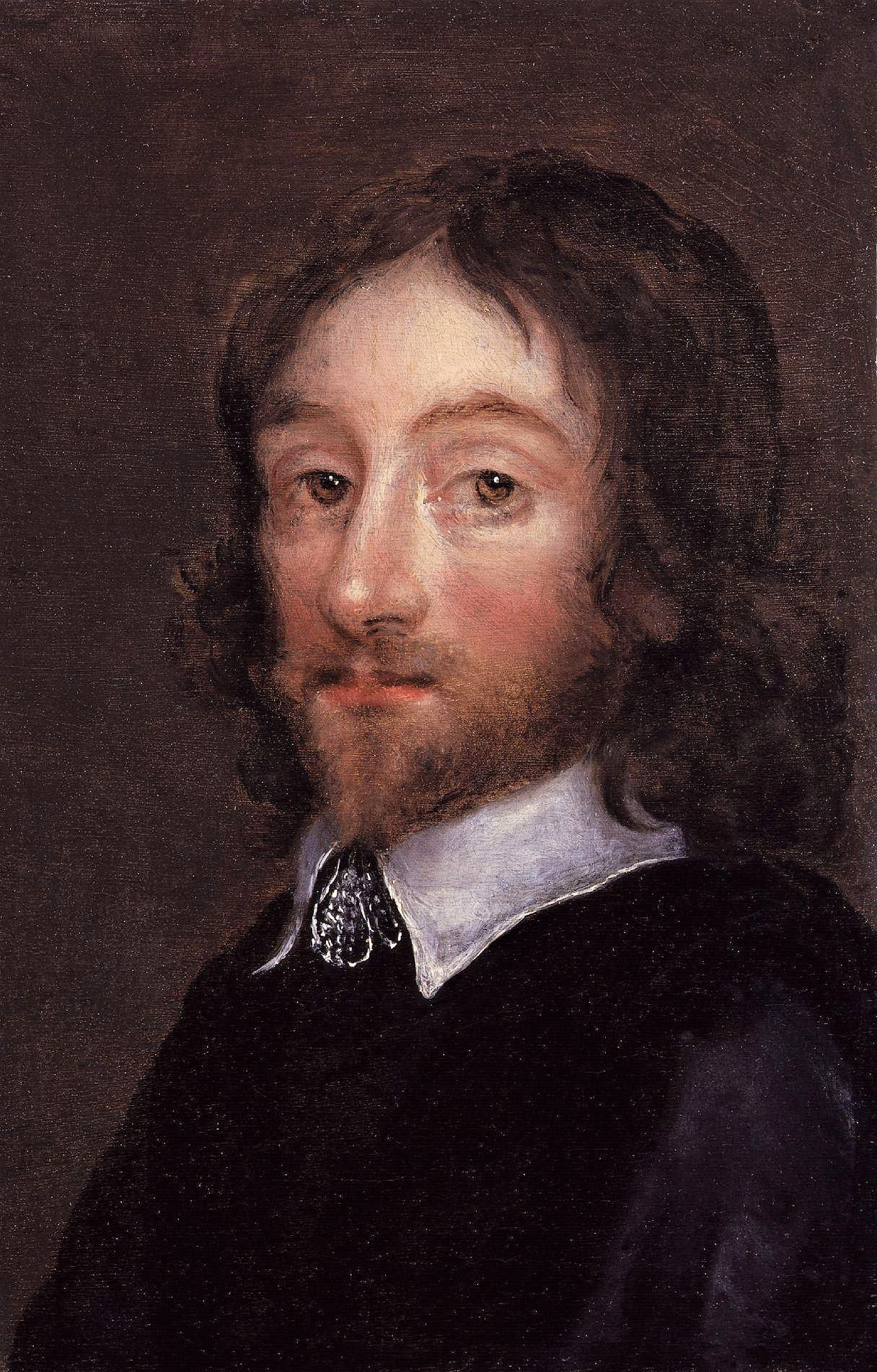
Sir Thomas Browne

Die Kenntnisse der mit dem Marschland von Suffolk verbundenen Geschichten entnimmt der Erzähler zwar auch aus einem ihn auf der Wanderung begleitenden Reiseführer, im Wesentlichen aber aus dem von ihm selbst gefundenen Material und den mit Fantasie gefüllten Lücken. 72 Abbildungen beglaubigen das Arrangement der Erzählung und ihre antiromantische, unheilsgeschichtliche Essenz; indem sie ihre Motive oft nur verschattend und verrätselnd offenbaren, wird der Leser auch hier in die Suchbewegung gestisch hineingezogen.
Der Erzähler berichtet im ersten Abschnitt ausführlich über Thomas Browne, den seelenverwandten Forscher des 17. Jahrhunderts, der auch nach sich wiederholenden Strukturen in der unbelebten und belebten Natur suchte. Zerstörung und Dunkelheit galten ihm als die Signatur der menschlichen Geschichte, wie auch der Ich-Erzähler den für ihn meist im Negativen endenden historischen Linien nachspürt. In einem Essay zu Robert Walser fragt Sebald: „Handelt es sich nur um Vexierbilder der Erinnerung, um Selbst- oder Sinnestäuschungen oder um die in das Chaos der menschlichen Beziehungen einprogrammierten, über Lebendige und Tote gleichermaßen sich erstreckenden Schemata einer uns unbegreiflichen Ordnung?“
Browne beschrieb z. B. das sogenannte Quincunx als wiederkehrendes Muster der Welt. Verbindet man nun die in den Ringen des Saturn genannten Orte der Wanderung in der aufgeführten Reihenfolge, so entsteht aus der Reiseroute topografisch ein ungefähres X oder eben ein Quincunx mit den Eckpunkten Ditchingham und Lowestoft im Norden, Woodbridge und Orford im Süden und der Kreuzung der Diagonalen etwa bei Yoxford oder Middleton – vielleicht eine weitere Verbeugung Sebalds vor Thomas Browne.

## Standpunkt der Kritik und Melancholie

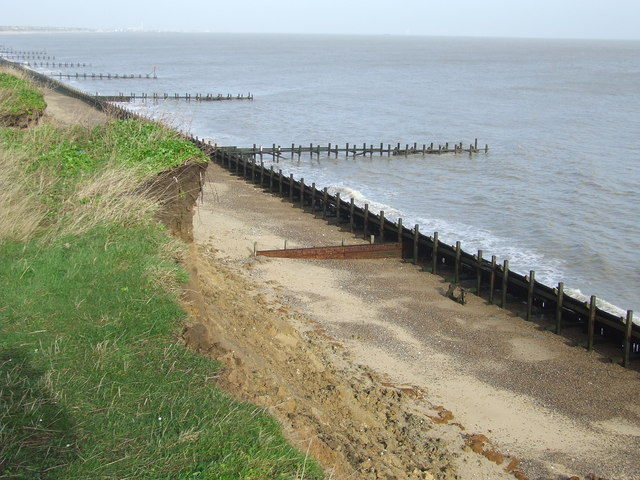
Kampf gegen Erosion an der Küste von Suffolk.

Das wiederholt als große Leere beschriebene Marschland von Suffolk mit dem weltweiten Horror unserer Geschichte zu verbinden, mit den Morden im Kongo und in Amritsar, in den Lagern von Bergen-Belsen und Jasenovac, das bedarf eines Standpunkts mit historischer Übersicht außerhalb der unmittelbaren geografischen und sozialen Umgebung. Der Erzähler findet ihn allegorisch in topografischen Erhöhungen der umgebenden Landschaft und in der Solidarität mit der menschlichen Kreatur, wie er sie in Rembrandts Anatomie des Dr. Tulp entdeckt. Und in einer distanzierten Sicht auf die Herkunftsschicht seiner Figuren, die der Erzähler z. B. mit der durch die Homosexualität bedingten Abseitsstellung zweier seiner Protagonisten erklärt. Noch so sehr bemühte bildliche Darstellungen erleichterten nicht per se den Zugang zur historischen Wahrheit, weshalb der Erzähler das touristische Panorama auf dem Schlachtfeld von Waterloo und das Gemälde der Seeschlacht vor Southwold als Verharmlosungen des Leidens ablehnt.

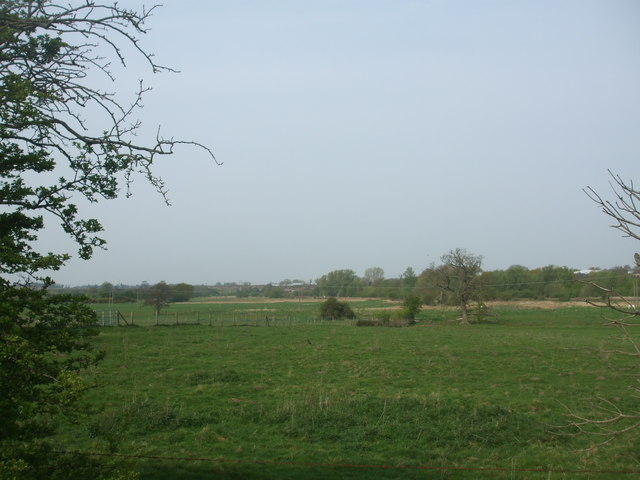
Blick über die Marschen in Suffolk.

Das Marschland von Suffolk als Schnittpunkt weltgeschichtlicher Leidenslinien ist ein Gegenkonzept zu einem rein touristischen Positivismus oder einer positiven Geschichtsschreibung. Ein Gewesenes zu rekonstruieren bedeutet für den Erzähler die Herstellung einer vergangenen, zweiten Zeit oder zweiten Welt, die aber mit der ersten noch prägend verbunden ist. Die erste Welt wird zur nur aktuellen Oberfläche, diese aber entwirklicht die Vergangenheit zu einem nur noch Ungewissen. Der Erzähler schildert daher mehrfach seine Verunsicherung über die Wirklichkeit des von ihm oder anderen Erlebten und Erlittenen. Diese Schwierigkeiten der historischen Erkenntnis erinnern ihn an die Erzählung Tlön, Uqbar, Orbis Tertius von Jorge Luis Borges: In jener Erzählung kapert eine Gegenwart die Geschichte ihrer Entstehung, um sie zunächst in eine folgenlose, dann in eine verdrängte und schließlich in eine auszulöschende Erinnerung zu verwandeln – sich nur in Nebensachen unterscheidende philosophische Schulen sekundieren diesem feindseligen Projekt der Entkernung des historischen Bewusstseins mit ihren idealistischen Ansätzen.
Gegen diesen Verlust an Geschichte werden Die Ringe des Saturn erzählt und die mit diesem Gegenkonzept verbundenen Anstrengungen führen den Erzähler so tief in eine physische und psychische Erschöpfung, dass er ein Jahr später „in einem Zustand nahezu gänzlicher Unbeweglichkeit“ ins Norwicher Krankenhaus eingeliefert wird und von da einen Riss datiert, „der seither durch mein Leben geht“, eine mit dem dauernden Nachdenken verbundene Krankheit des Gemüts und des Körpers. „Es ist ausgerechnet die Inkompetenz des Erzählers, eine Landschaft zu genießen, ohne sie historisch interpretieren zu müssen, was zum finalen Zusammenbruch des Erzählers in der Form der Paralyse seiner motorischen Fähigkeiten führt.“